# Liechtensteiner-Cup 1979-1980
La Liechtensteiner-Cup 1979-1980 è stata la 35ª edizione della coppa nazionale del Liechtenstein conclusa con la vittoria finale del Vaduz, al suo diciannovesimo titolo.
Della competizione è noto solo il risultato della finale.

## Finale
La partita venne decisa ai rigori dopo che terminò 1-1 alla fine dei tempi supplementari.
| Triesen | Vaduz | 4 – 2 | FC Balzers |  |